# Gainbridge Fieldhouse
La Gainbridge Fieldhouse (precedentemente Bankers Life FieldHouse) è un'arena coperta situata a Indianapolis, nell'Indiana. Ospita le partite casalinghe degli Indiana Pacers di NBA e delle Indiana Fever di WNBA. È stato costruito nel 1999 per rimpiazzare la vecchia Market Square Arena, poi demolita nel 2001. Il nome deriva dalla vendita dei diritti di denominazione alla società finanziaria Conseco, che ha sede nella vicina città di Carmel; in seguito alla ridenominazione dell'azienda anche l'arena ha subìto il cambio di denominazione nel dicembre 2011.
Nel 2005, 2006, e 2007, il palazzetto è stato classificato come la migliore arena NBA dal giornale Sports Business Journal/Sports Business Daily Reader Survey. Nel 2006 The Ultimate Sports Road Trip ha classificato il Conseco Fieldhouse come il miglior impianto sportivo di tutte e 4 le maggiori leghe professionistiche americane (NBA, NFL, NHL e MLB).
Nel 2002 è stato sede, insieme all'RCA Dome dei Campionati mondiali di basket. Nell'Ottobre 2004 ha ospitato i Mondiali di Nuoto in vasca corta; il 17 agosto 2008 ha ospitato la 21ª edizione di Summerslam.
Nel 2012 invece, lo stadio ospitò ancora un altro evento della WWE, ovvero Survivor Series.
Nel 2013 fu sede di uno dei primi eventi di MMA dell'UFC trasmessi su Fox Sports, ovvero UFC Fight Night: Condit vs. Kampmann 2.